# Platysaurus relictus
Espèce
Statut de conservation UICN

 LC  : Préoccupation mineure
Platysaurus relictus est une espèce de sauriens de la famille des Cordylidae.

## Répartition
Cette espèce est endémique du Limpopo en Afrique du Sud.

## Publication originale
- Broadley, 1976 : Two new forms of Platysaurus from the northern Transvaal (Sauria: Cordylidae). Arnoldia (Rhodesia), vol. 8, no 8, p. 1-3.